# Revoir un printemps
A Revoir un printemps  a francia IAM hiphopzenekar lemeze; 2003-ban jelent meg.

## Számok
1. Stratégie d'un pion
2. Nous [avec Kayna Samet]
3. Quand ils rentraient chez eux
4. Noble art [avec Method Man et Redman]
5. Lâches
6. Mental de Viêt-Cong
7. Revoir un printemps
8. Armes de distraction massive
9. Second souffle
10. Visages dans la foule
11. Ici ou ailleurs [avec Syleena Johnson]
12. Tiens
13. Bienvenue [avec Beyoncé]
14. Pause
15. Fruits de la rage
16. Murs
17. 21/04
18. Aussi loin que l'horizon